# Свистіль Юлія Володимирівна
Юлія Володимирівна Свистіль (нар. 31 березня 1995) — українська фехтувальниця на шпагах, бронзова призерка чемпіонату Європи.

## Спортивна кар'єра
На фехтування спортсменку привів дідусь, який був особисто знайомий з президентом Федерації фехтування Львівської області, Василем Бусолом. Розпочинала фехтувати з рапіри, але потім потрапила на шпагу до відомого львівського тренера Андрія Орликовського.
У 2015 році виграла бронзову медаль юніорського чемпіонату світу.
Навчалася у Львівському державному університеті фізичної культури імені Івана Боберського. У 2017 році, представляючи свій виш, разом із Ксенією Пантелєєвою, Анфісою Почкаловою та Фейбі Бежурою, стала чемпіонкою Універсіади в Тайбеї у командній шпазі.
У 2022 році вперше виступила на чемпіонаті Європи у складі дорослої збірної. В особистих змаганнях мінімально поступилася у другому поєдинку шведській фехтувальниці Еммі Франссон (14:15) та посіла 23-тє місце. У командних змаганнях виступила разом із досвідченою Яною Шемякіною та ще двома дебютантками чемпіонатів Європи Інною Бровко та Владою Харьковою. Українська команда займала п'ятнадцяте місце у світовому рейтингу та була посіяна під восьмим номером. У першому поєдинку українки здолали збірну Румунії (45:37). У чвертьфіналі змагалися проти найкращої європейської збірної, команди Польщі. Українки лідирували майже всю зустріч, але суперниці зуміли зрівняти рахунок на останніх секундах, що означали визначення переможця на пріоритеті, де сильнішою виявилася українська команда (44:43). У півфіналі поступилися збірній Франції (36:45), але у поєдинку за бронзу зуміли здолати збірну Швейцарії (45:42). Ця медаль стала п'ятою в історії українського жіночого шпажного фехтування та першою з 2005 року.